# Aneytium
Anatom (comummente Aneityum, e por vezes também Kéamu) é a ilha mais meridional de Vanuatu. Fica na província de Tafea. A maior localidade é Anelghowhat (corretamente, Anelcauhat), no lado sul. A ilha tem 159,2 km² de área e o seu ponto mas alto é o monte Inrerow Atamein, a 852 m de altitude.
Tem um aeroporto, não na ilha principal em si, mas na pequena vizinha de Inyeug, ligando-a a Port Vila e Tanna.
Anatom é a ilha mais meridional de Vanuatu (sem contar as Ilhas Matthew e Hunter, que estão em disputa com a Nova Caledónia, mas consideradas pela população de Anatom como parte do seu território.
Anatom tem presentemente 1250 habitantes. Antes da chegada dos europeus em 1793 supõe-se que teria mais de 12000 habitantes. As enfermidades e os sequestros e enganos para trabalhar nas plantações foram os principais fatores no despovoamento, condando-se menos de 200 habitantes em 1930. A ilha está rodeada de recifes de coral e praias. O idioma principal de Anatom chama-se Aneityumês ou Anejom.